# Parathyma hosonoi
Parathyma hosonoi är en fjärilsart som beskrevs av Matsumura 1939. Parathyma hosonoi ingår i släktet Parathyma och familjen praktfjärilar. Inga underarter finns listade i Catalogue of Life.